# Penis Envy
| Оценки критиков                   | Оценки критиков |
| Источник                          | Оценка          |
| --------------------------------- | --------------- |
| AllMusic                          | [ 1 ]           |
| The Encyclopedia of Popular Music | [ 2 ]           |
| Ox-Fanzine                        | [ 3 ]           |

Penis Envy — третий студийный альбом британской анархистской панк-группы Crass, выпущенный в 1981 году на лейбле Crass Records. Лонгплей занял 36-е место в списке «40 величайших панк-альбомов всех времён» по версии журнала Rolling Stone в 2016 году.
В ноябре 2010 года была выпущена обновлённая версия альбома под названием Crassical Collection, включающая новую обложку оригинальной иллюстраторши Джи Воше, обновлённый звук, аннотации Евы Либертин и Пенни Римбо, а также бонусный материал.

## История создания
Названный в честь одноимённой теории Фрейда, этот альбом ознаменовал отход музыкантов от образа «мачо» «хардкор-панка», который закрепился за ними на пластинке The Feeding of the 5000 и её продолжении, Stations of the Crass. Материал лонгплея отличался более сложными музыкальными аранжировками, а также включал исключительно женский вокал — Евы Либертин и Джой Де Вивре (хотя Стив Игнорант остался участником группы, но не на этой записи — как было указано на обложке). Альбом затрагивает проблемы феминизма и критикует «системообразующие» институты, такие как брак и сексуальное подавление.
Песня «Our Wedding», не указанная в списке композиций альбома, была преднамеренно попсовой (сами музыканты описывали её как «истинное, настоящее дерьмо») пародией на любовные песенки формата «middle of the road». Она была выпущена в виде флекси-диска в комплекте с романтическим журналом для девочек-подростков Loving якобы с подачи организации под названием Creative Recording And Sound Services (бэкроним Crass). Инцидент стал причиной шумихи в прессе после того, как мистификация была раскрыта, а редакторы газеты News of the World зашли так далеко, что заявили, что название альбома было «слишком непристойным для коммерческого релиза» (впоследствии группа выпустила листовку, в которой излагалась предыстория этой шутки в ситуационистском стиле). Оригинальный флекси-диск в нынешнее время считается раритетом и высоко ценится коллекционерами.
Альбом был запрещён к продаже в магазинах сети HMV. В середине 1980-х полиция Большого Манчестера под руководством Джеймса Андертона изъяла копии альбома вместе с другими записями Crass и Dead Kennedys из музыкального магазина Восточного блока. Фрэнку Шофилду было предъявлено обвинение в демонстрации «непристойных статей для публикации с целью получения прибыли». Группа Flux of Pink Indians, а также два её звукозаписывающих лейбла и издательская компания также были обвинены в соответствии с Законом о непристойных публикациях. Судья вынес решение против Crass в последовавшем судебном деле, хотя оно было отменено Апелляционным судом, за исключением текста песни «Bata Motel». Большие судебные расходы, понесённые группой из-за этого инцидента, стали одним из факторов, повлиявших на дальнейшее решение музыкантов распустить группу.

## Список композиций
| №  | Название                  | Длительность |
| -- | ------------------------- | ------------ |
| 1. | «Bata Motel»              | 3:34         |
| 2. | «Systematic Death»        | 3:57         |
| 3. | «Poison in a Pretty Pill» | 3:40         |
| 4. | «What the Fuck?»          | 6:43         |

| №   | Название                             | Длительность |
| --- | ------------------------------------ | ------------ |
| 5.  | «Where Next Columbus?»               | 3:11         |
| 6.  | «Berkertex Bribe»                    | 3:21         |
| 7.  | «Smother Love»                       | 1:48         |
| 8.  | «Health Surface»                     | 3:31         |
| 9.  | «Dry Weather»                        | 3:06         |
| 10. | «Our Wedding» (отсутствует в списке) | 2:04         |

| №   | Название | Студия звукозаписи            | Длительность |
| --- | --- | ----------------------------- | ------------ |
| 11. | «Yorkie Talk» (составлено из архивных материалов)                                                                           | Southern Studios, январь 2009 | 2:32         |
| 12. | «Yes, Folks» (звуковой коллаж)                                                                                              | Southern Studios, январь 2009 | 3:21         |
| 13. | «The Unelected President» (ремикшированная изменённая версия "Major General Despair", ранее выпускалась на "Peace Not War") | Southern Studios, весна 2003  | 5:13         |

## Участники записи
- Ева Либертин — вокал
- Джой Де Вивр — вокал на «Health Surface»
- Фил Фри — соло-гитара
- Эн Эй Палмер[англ.] (Н. А. Палмер) — ритм-гитара
- Пит Райт[англ.] — бас-гитара
- Пенни Римбо[англ.] — ударные
- Джи Воше[англ.] (указана как G)— фисгармония в песне «What the Fuck?»
- Участник CRASS, которого нет на этой записи — Стив Игнорант[англ.]
- Джон Лодер[англ.]
- Джи Воше — изображения
- Дизайн обложки разработан музыкантами Crass в Exittencil Press